# Кубалач
Кубала́ч (крим. Qubalaç) — гора в східній частині внутрішньої гряди Кримських гір (хребет Кубалач, західна вершина Бурундук-Кая, східна Кизил-Таш), в районі с. Тополівки (колишнє Топлі).
Внутрішня гряда протягнулася від Севастополя до Феодосії і в цьому місці досягає найбільшої висоти — понад 700 м над рівнем моря. Гора Кубалач має висоту 738 м і є найвищою точкою 2-ї гряди. Широка галявина на вершині гори є гарним місцем для огляду навколишніх гір. Весь масив заріс лісом і є реальною оазисою в цьому районі, де на півночі від Феодосійської траси лежать степові райони кримського передгір'я. З характером рельєфу пов'язана завищена кількість опадів, що створює умови для розвитку широколистяного лісу.
Гора Кубалач — єдине місце не тільки в Криму, та й в усьому світі, де в природному стані зростає рідкісний ендемік, занесений до Червоної книги України — цикламен Кузнєцова. Названий цикламен на честь відомого вченого-ботаніка, вирізняється високою декоративністю, витонченістю, прекрасними ароматними рожевими квітами. Крім цикламена, тут зростають і інші рідкісні види рослин, занесені до Червоної книги України.
Масив цікавий і з геологічної точки зору.
|  | Тополевский разлом, как и другие разрывы, представляет собой многометровую зону трещиноватых и дробленых горных пород, оказывающую сильное влияние на движение подземных вод. Они стягиваются в разлом, проходят по нему довольно большой путь и выходят на поверхность в виде источников. Именно с Тополевским разломом связан мощный источник вкусной воды вблизи автобусной остановки. |

## Виноски
1. ↑  Ена В.Г. Заповедные ландшафты Крыма. - Симферополь: Таврия, 1989.